# Drosophila paenehamifera
Drosophila paenehamifera är en tvåvingeart som beskrevs av Elmo Hardy och Kenneth Y. Kaneshiro 1969. Drosophila paenehamifera ingår i släktet Drosophila och familjen daggflugor.
Artens utbredningsområde är Hawaii.